# Dominco Savelli
Dominco Savelli, italijanski rimskokatoliški duhovnik, škof in kardinal, * 15. september 1792, Speloncato, † 30. avgust 1864.

## Življenjepis
7. marca 1853 je bil povzdignjen v kardinala in imenovan za kardinal-diakona S. Maria in Aquiro.